# 紀元前828年
紀元前828年（きげんぜん828ねん）は、西暦による年。

## 他の紀年法
- 干支 : 癸酉
- 中国
  - 周 - 共和14年
  - 魯 - 真公28年
  - 斉 - 武公23年
  - 晋 - 釐侯13年
  - 秦 - 秦仲17年
  - 楚 - 熊厳10年
  - 宋 - 恵公3年
  - 衛 - 釐侯27年
  - 陳 - 釐公4年
  - 蔡 - 夷侯10年
  - 曹 - 幽伯7年
  - 燕 - 恵侯37年
- 朝鮮
  - 檀紀1506年
- ユダヤ暦 : 2933年 - 2934年
- アッシリア暦 : 3923年
- 人類紀元 : 9173年

## できごと
- 周の厲王が彘で死去した。太子静が即位した。これが宣王である。ここに共和の政が終わった。

## 死去
- 周の厲王